# Pentameris thuarii
Pentameris thuarii är en gräsart som beskrevs av Ambroise Marie François Joseph Palisot de Beauvois. Pentameris thuarii ingår i släktet Pentameris och familjen gräs. Inga underarter finns listade i Catalogue of Life.